# Povidon-jod
Povidón-jód ali povidónjodíd je antiseptik, ki se uporablja za razkuževanje kože, na primer pred kirurškimi posegi in po njih ter pri manjših ranah na koži. Uporablja se tudi za razkuževanje rok zdravstvenih delavcev. Na kožo se lahko nanese kot prašek ali tekočina.
Kot neželeni učinek se lahko pojavi draženje kože, redko tudi oteklina. Pri uporabi na večjih ranah lahko pride do neželenih učinkov na ledvice, povišanih vrednosti natrija v krvi ter presnovne acidoze. Uporaba se ne priporoča pri nosečnicah, ki so noseče manj kot 32 tednov, ter pri bolnikih, ki jemljejo litij. Pogosta uporaba se odsvetuje pri bolnikih s težavami v delovanju ščitnice. Povidon-jod je kemijski kompleks povidona, jodovodika in elementarnega joda. Vsebuje 10 % povidona. Antiseptično delovanje temelji na sproščanju joda, ki deluje kot oksidant in uniči mikrobe.
V komercialni uporabi je že od leta 1955. Uvrščen je na seznam osnovnih zdravil Svetovne zdravstvene organizacije, torej med najpomembnejša učinkovita in varna zdravila, potrebna za normalno zagotavljanje zdravstvene oskrbe. Na voljo je tudi kot zdravilo brez recepta. Na tržišču je pod raznimi tržnimi imeni, med drugim tudi kot Betadine.

## Klinična uporaba
Povidon-jod se uporablja na koži ali sluznicah (usta, nožnica). Učinkovit je proti bakterijskim, glivičnim, virusnim okužbam in okužbam s praživalmi.

## Kontraindikacije
Povidon-jod se ne sme uporabljati:
- pri bolnikih s herpetiformnim dermatitisom (duhringova bolezen)
- pri bolnikih s hipertirozo in drugimi akutnimi boleznimi ščitnice
- pred zdravljenjem z radiojodom in po njem;
- pri novorojenčkih z majhno porodno telesno maso (< 1,5 kg)

## Neželeni učinki
Kot neželeni učinek se lahko pojavi draženje kože. Ocenjujejo, da pride do senzibilizacije mesta nanosa pri okoli 0,7 % uporabnikov. Redko lahko povidon-jod na mestu nanosa povzroči tudi oteklino.
Pri uporabi na večjih ranah ali opeklinah lahko pride do neželenih učinkov na ledvice (akutna odpoved ledvic, okvara ledvične funkcije), povišanih vrednosti natrija v krvi, elektrolitskega
neravnovesja ali presnovne acidoze.

## Mehanizem delovanja
Povidon-jod spada med jodove antiseptike in njegovo delovanje temelji na sproščanju joda. Jod je (podobno kot klor) oksidant, ki spremeni funkcionalne skupine beljakovin, nukleinskih kislin in drugih celičnih komponent ter s tem inaktivira mikroorganizme.